# Nedre-Vorrstjärnen
Nedre-Vorrstjärnen är en sjö i Umeå kommun i Västerbotten och ingår i Sävaråns huvudavrinningsområde. Sjön har en area på 0,0325 kvadratkilometer och ligger 261 meter över havet. Nedre-Vorrstjärnen ligger i Sävarån Natura 2000-område. Vid provfiske har abborre, gädda och mört fångats i sjön.

## Delavrinningsområde
Nedre-Vorrstjärnen ingår i det delavrinningsområde (714056-170924) som SMHI kallar för Ovan Kvarnbäcken. Medelhöjden är 257 meter över havet och ytan är 23,04 kvadratkilometer. Räknas de 57 avrinningsområdena uppströms in blir den ackumulerade arean 430,29 kvadratkilometer. Avrinningsområdets utflöde Sävarån (Lossmenån) mynnar i havet. Avrinningsområdet består mestadels av skog (84 procent) och sankmarker (11 procent). Avrinningsområdet har 0,09 kvadratkilometer vattenytor vilket ger det en sjöprocent på 0,4 procent.